# Deka (województwo pomorskie)
Deka – wieś w Polsce, położona w województwie pomorskim, w powiecie kościerskim, w gminie Liniewo.
Na południowym zachodzie znajduje się rezerwat leśny Brzęczek. W bliskim sąsiedztwie miejscowości znajduje się jezioro Deka.
W latach 1975–1998 miejscowość położona była w województwie gdańskim.
Wieś stanowi sołectwo gminy Liniewo.

## Historia
Według Słownika geograficznego Królestwa Polskiego: Deka, w to dawny folwark należący do obszernego niegdyś klucza pogutkowskiego, który posiadali oo. cystersi z  Pelplina. Nazwa  ma zapewne źródło od imienia pierwszego dzierżawcy. Przed rokiem 1723 opat Tomasz Franciszek Czapski zamienił Dekę na konwentowe Malarki, dopłacając 1000 złotych. Tegoż roku 1723 dwaj bracia Tomasz i Maciej Gdaniec płacą konwentowi na 6 lat rocznej dzierżawy 60 zł. W  roku 1725 Jakób Rodmer nowy dzierżawca daje na 3 lata rocznego czynszu 70 zł. Po sekularyzacji dóbr klasztornych rząd pruski wydał Dekę w wieczystą dzierżawę przywilejem z Kwidzyna dnia 18 czerwca r. 1785. Deka obejmuje obszar 621 mórg, katolików było 46, ewangelików 7, budynków mieszkalnych 4. Parafia Pogutki, szkoła Głodowo, poczta Pogutki. Odległość od Kościerzyny 3 ½ mili.